# 糙叶蝇子草
糙叶蝇子草（学名：Silene trachyphylla）是石竹科蝇子草属的植物，为中国的特有植物。分布在中国大陆的青海、四川、云南、西藏等地，生长于海拔3,100米至3,900米的地区，见于灌丛中，目前尚未由人工引种栽培。

## 异名
- Melandrium trachyphyllum (Franch.) C. Y. Wu
- Melandrium trachyphyllum (Franch.) C. Y. Wu var. stenophyllum (Franch.) C. Y. Wu